# Rouge Gorge (chanteur)
Pour les articles homonymes, voir Rouge gorge (homonymie).
Robin Poligné
Robin Poligné dit Rouge Gorge est un auteur-compositeur-interprète français, né en 1989.

## Biographie
Robin Poligné est élève au lycée Bertrand d’Argentré de Vitré en Ille-et-Vilaine, ville dont il est originaire. En 2007, il y obtient son baccalauréat et part s'installer dans la ville voisine de Rennes.

### Carrière musicale
Entre 2009 et 2016, Robin Poligné est inscrit au conservatoire de Rennes puis au « Pont Supérieur » ( Pôle d'enseignement supérieur spectacle vivant Bretagne Pays-de-la-Loire) à Rennes en « musiques actuelles amplifiées ».
Il participe également entre 2007 et 2010 aux ateliers d’improvisation libre et se joint à différents groupes musicaux dont Maasaï avec Clémentine Blondeau et Wonderboy. En 2015, sous le nom de Rouge Gorge, il joue aux Transmusicales de Rennes après avoir tourné en France durant quelques années. Son premier album est finalisé en 2017.
En avril 2018, Robin Poligné, qui habite alors à Bruxelles en Belgique, vient de lancer son premier album et s'est lancé dans une petite tournée, mais il tombe malade. Il est plongé dans un coma qui sera maintenu plusieurs semaines. Réanimé au CHU de Rennes, il se réveille amnésique mais il parvient cependant à continuer son œuvre de composition et reprendre sa carrière de chanteur. Il déclare en outre que, depuis cet accident, sa voix a pris une autre tonalité. Son (sur)nom d'artiste est cependant lié à son prénom (Robin) qui se traduit par le nom de ce passereau commun en anglais,.

### Influences
Le chanteur déclare revendiquer l'influence de grands musiciens comme Jean-Sébastien Bach et de musiciens plus modernes tels que le groupe de musique électronique allemand Kraftwerk ou le duo de pop français Elli et Jacno. Il déclare, notamment, à ce sujet:
« J'aime la culture allemande. J'y retrouve ce goût pour mêler le texte et la musique, que ce soit chez Bach, en chant lyrique ou dans la pop avec des synthés très présents. »

## Genre musical
Cet auteur compositeur interprète des chansons essentiellement écrites en français, quelquefois en anglais (notamment dans ses premiers albums) sur un fond teinté de cold-wave et d'électro pop avec, pour certains titres, la collaboration de Julien Vignon. Robin Poligné utilise divers types d'instruments pour accompagner son chant, tels que des orgues de type Casio ou Yamaha, des boîtes à rythmes analogiques, des guitares sèches et quelquefois un ukulélé métallique.

## Concert
- 41e édition des Trans Musicales (Théâtre national de Bretagne, Rennes), décembre 2019[11].

## Accueil et critiques
Xavier Ridel, critique musical sur le site des Inrocks reconnait de grandes qualités artistiques à Rouge Gorge en indiquant que son premier album (Les primevères des fossés) est très réussi avec la chanson éponyme « à la beauté cristalline ». Le critique continue son article en précisant que le second album présente « de très beaux morceaux aux mélodies aussi évidentes qu’imparables ».